# Fins aviat, Don Glees!
Fins aviat, Don Glees! (títol original en japonès: グッバイ、ドン・グリーズ!, transliterat: Gubbai, Don Gurīzu!) és una pel·lícula d'anime japonesa, produïda per Madhouse i dirigida per Atsuko Ishizuka. Es va estrenar al Japó el febrer del 2022. La versió doblada al català es va estrenar el 15 de juliol de 2022.

## Argument
En Roma és un noi que viu en un poble rural una mica apartat de Tòquio en què no s'acaba d’integrar. Juntament amb en Toto, un altre marginat, forma el grup “Don Glees”. Tots dos esperen que la seva relació continuï sent la mateixa, encara que se separin quan en Toto marxi a estudiar el batxillerat a Tòquio. “Escolteu, us agradaria veure el món a vista d’ocell?”. Les vacances d’estiu del primer any de batxillerat comencen amb aquestes paraules d’en Drop, el nou membre de “Don Glees”. Com a conseqüència, en Roma i els seus amics es veuen obligats a buscar un dron desaparegut per demostrar la seva innocència quan els acusen de provocar un incendi forestal. La petita aventura estiuenca no triga a convertir-se en una gran odissea que canviarà el rumb de les seves vides.

## Repartiment
| Personatge               | Veu en japonès | Veu en català    |
| ------------------------ | -------------- | ---------------- |
| Rōma Kamogawa            | Natsuki Hanae  | Marcel Navarro   |
| Hokuto "Toto" Mitarai    | Yuki Kaji      | Marc Torrents    |
| Shizuku "Drop" Sakuma    | Ayumu Murase   | Marc Gómez       |
| Chibori "Tivoli" Urayasu | Kana Hanazawa  | Tatiana Supervia |
| Mako Kamogawa            | Rino Sashihara | Eva Ordeig       |
| Tarō Kamogawa            | Atsushi Tamura | Iván Cánovas     |

## Producció i estrena
La pel·lícula es va anunciar per primera vegada el juliol de 2021, on es va revelar que la pel·lícula seria produïda per Madhouse i dirigida i escrita per Atsuko Ishizuka, amb Takahiro Yoshimatsu que dissenyaria els personatges i Kadokawa que distribuiria la pel·lícula. Yoshiaki Fujisawa en compondria la música. El tema principal de la pel·lícula és "Rock the World" interpretat per Alexandros. La pel·lícula es va estrenar als cinemes japonesos el 18 de febrer de 2022. A Amèrica del Nord, GKIDS va adquirir-ne els drets i la projectarà amb opció en japonès i anglès el 2022. A Catalunya serà distribuïda per Selecta Visión i s'estrenarà el 15 de juliol de 2022.

### Adaptació manga
Una adaptació al manga, escrita i il·lustrada per Shinki, es va començar a serialitzar a la revista Monthly Comic Gene de Media Factory el 15 d'octubre de 2021. La serialització de l'adaptació es va acabar el 15 de febrer de 2022.